# Letheobia kibarae
Letheobia kibarae är en ormart som beskrevs av Witte 1953. Letheobia kibarae ingår i släktet Letheobia och familjen maskormar. Inga underarter finns listade i Catalogue of Life.
Arten förekommer i södra Kongo-Kinshasa. Honor lägger ägg.